# Ernest John Revell
Pour les articles homonymes, voir Revell.
Ernest John Revell (15 avril 1934 - 15 décembre 2017) est un érudit écossais, professeur émérite et directeur du département de la civilisation du Proche et du Moyen-Orient à l'université de Toronto et expert dans le domaine de l'hébreu biblique,,. Il est resté actif, publiant jusqu'en 2016. Il travaille à l'université de Toronto en tant que professeur, président et professeur émérite au sein du département d'études du Proche-Orient qui passe plus tard au département des civilisations du Proche et du Moyen-Orient. Revell est membre de la Society of Biblical Literature.

## Publications

### Livres
- Hebrew texts with Palestinian vocalization, University of Toronto Press, coll. « Near and Middle East series » (no 7), 1970 (ISBN 9780802052155, OCLC 103333).
- Biblical texts with Palestinian pointing and their accents, vol. 4, Missoula, Scholars Press for the Society of Biblical Literature, coll. « Masoretic studies », 1977 (ISBN 9780891303749, OCLC 5750606).
- Introduction to the Tiberian Masorah, vol. 5, Missoula, Scholars Press for the Society of Biblical Literature and the International Organization for Masoretic Studies, coll. « Masoretic studies », 1980 (ISBN 9780891303749, OCLC 5750606).
- The Designation of the Individual: Expressive Usage in Biblical Narrative, vol. 14, Peeters Publishers, coll. « Contributions to biblical exegesis and theology », 1996 (ISBN 9789039001615, ISSN 0926-6097).
- en collaboration :
  - Mary Alice Downie, Mary Hamilton, E J Revell et Antje Lingner, "And some brought flowers" : plants in a new world, Toronto ; Buffalo, University of Toronto Press, 1980 (ISBN 9780802023636, OCLC 7020602).

### Articles
- « Pausal Forms in biblical hebrew: their function, origin and significance », Journal of Semitic Studies, vol. 25, no 2,‎ 1980, p. 165–179 (DOI 10.1093/jss/25.2.165).
- « Pausal Forms and the Structure of Biblical Poetry », Vetus Testamentum, Brill, vol. 31, no 2,‎ 1er janvier 1981, p. 186–199 (DOI 10.1163/156853381X00073).
- « Stress and the WAW "Consecutive" in Biblical Hebrew », Journal of the American Oriental Society, vol. 104, no 3,‎ 1984, p. 437-444 (DOI 10.2307/601654).
- « The System of the Verb in Standard Biblical Prose », Hebrew Union College Annual, vol. 60,‎ 1989, p. 1-37 (JSTOR 23507837).
- « The Repetition of Introductions to Speech as a Feature of Biblical Hebrew », Vetus Testamentum, vol. 47, no 1,‎ 1997, p. 91-110 (JSTOR 1535310).